# 偶像活動Stars！角色列表
偶像活動Stars！角色列表是《偶像活動Stars！》的登場角色介紹。
劇中登場人物年齡隨時間軸改變，以第1、2部主角虹野夢為準：第1話時為中學一年級、第51話時為中學二年級。

## 主要玩家角色

### 四星學園（主要玩家角色）
虹野夢（Nijino Yume）
配音員：日：富田美憂（聲）、堀越瀨奈（歌）／台：石薇（本篇）、徐瑀甄（on Parade）
3月3日出生，雙魚座，血型O型。
街機1彈登場玩家。動畫故事的故事主角。
常用品牌：My Little Heart→Berry Parfait→Rainbow Berry Parfait。
第1部時入學的一年級新生，就讀花之歌組，因為憧憬S4而進入四星學園的女孩。
明朗、充滿活力，總是對夢想而興奮不已，勤奮努力的女孩子。
每天與同伴一起努力進行著偶像活動，成為世界中的偶像。
身體內似乎有著一股力量，讓她擁有成為偶像的潛能。
在青梅竹馬小春與她自己的構思下創立服裝品牌Rainbow Berry Parfait。
櫻庭蘿拉（Sakuraba Rola）
配音員：日：朝井彩加（聲）、藤城梨枝（歌）／台：連思宇（本篇）、楊凱凱（on Parade）
11月4日出生，天蠍座，血型A型。
街機1彈登場玩家。
常用品牌：Spice Chord。
第1部時入學的一年級新生，就讀花之歌組，班內的第一名。
實力派偶像，非常擅長音樂和唱歌。家族是音樂世家，因為這樣而想當偶像。第一次上課就遲到。
非常好勝、仗義執言，對困難無所畏懼。有著先做再說的大膽性格。喜歡吃醋昆布，有懼高症。
視小夢為好友和對手，口頭禪是「還挺有趣的嘛」。
曾因多次被小夢勝過而感到迷惘。後來從莉莉那裡了解到不用為打敗他人而唱歌，進而化開心結。
因如月翼到洛杉磯留學而繼承了Spice Chord在劇中第2部時的代表繆斯。
七倉小春（Nanakura Koharu）
配音員：日：山口愛（聲）、松岡七瀬（歌）／台：劉如蘋
4月15日出生，牡羊座，血型O型。
街機1彈登場玩家。
常用品牌：Romance Kiss→Rainbow Berry Parfait。
第1部時入學的一年級新生，就讀月之美組。
小夢小學時以來的好友，兩人一起報考四星學園，在學校裡是宿舍舍友。
性格自然、平易近人，有點害羞靦腆的女孩，能和任何人成為朋友。
被小夢稱為「驚喜箱」，因為身上總會有很多東西，比如OK蹦、S4専輯，而且擁有超多糖果。
為Rainbow Berry Parfait的服裝設計師。
早乙女亞子（Saotome Ako）
配音員：日：村上奈津實（聲）、未來光希（歌）／台：連婉鈞
9月25日出生，天秤座，血型A型。
街機1彈登場玩家。
常用品牌：Shiny Smile→FuwaFuwa Dream。
第1部時入學的一年級新生，就讀鳥之劇組，班內的第一名。
名門出生的千金小姐，有傲嬌特質的女孩。
經常說出高傲的話，但就是難以令人討厭。視小夢為朋友和情敵。
非常喜歡M4的昴，為了追隨昴而進入四星學園就讀。
因為綺羅羅取代亞子成為專屬服裝品牌FuwaFuwa Dream的代表繆斯，所以目前視綺羅羅為對手。
香澄真晝（Kasumi Mahiru）
配音員：日：宮本侑芽（聲）、星咲花那（歌）／台：連思宇（本篇）、 王貞令（on Parade）
10月28日出生，天蠍座，血型B型。
街機2彈登場玩家。
常用品牌：Romance Kiss。
第1部時入學的一年級新生，就讀月之美組，班內的第一名。
香澄夜空與香澄朝陽的妹妹，小時候與夜空、朝陽玩時，取名為Lunch（日本中午的漢字寫法是晝）。
與亞子一樣也是個有傲嬌特質的女孩，且有點好勝。因為姊姊突然決定到四星學園當偶像而覺得自己被拋下，因此關係不太和睦，後來和好。
熱愛虹野家「七彩西餅店」的西點，喜歡吃巧克力，擅長空手道（等級為黑帶）。
成績非常優秀，十分會打扮，對流行時尚很敏感。
從夜空那裡繼承了專屬服裝品牌Romance Kiss在劇中第2部時的代表繆斯。
白銀莉莉（Shirogane Lily）
配音員：日：上田麗奈（聲）、松岡七瀬（歌）／台：劉如蘋
1月22日出生，水瓶座，血型AB型。
街機3彈登場玩家。
常用品牌：Spice Chord→Gothic Victoria。
第1部時就讀中學二年級，擅長唱歌，被稱為「凍原歌姬」。
花之歌組的幹部生。被譽為最接近S4的存在。
擁有堅定的自我，強大的內在。卻有不受別人意見左右的「頑固」性格。
從小跟柚子是青梅竹馬的關係，只有柚子會叫她「莉莉安（Lilienne）」。
因為身體虛弱需要療養所以暫時休學一段時間，於第23話復學。
很喜愛看書，講話時常常會出現偉人說的名言。
對服裝十分講究，一直期望能夠創立自己的專屬服裝品牌。

#### S4（第25代）
白鳥姬（Shiratori Hime）
配音員：日：津田美波（聲）、遠藤瑠香（歌）／台：劉如蘋
2月26日出生，雙魚座，血型AB型。
街機4彈登場玩家。
常用品牌：My Little Heart。
第1部時就讀中學三年級，代表花之歌組的第25屆『S4』成員，擁有天使的歌聲。
超有實力的歌唱組的頂級偶像，個性非常溫柔甜美、講究禮儀，但似乎有天然呆的一面。
是小夢憧憬的偶像，喜歡超辣咖哩。生理狀況只要碰上低氣壓（下雨天）就會不舒服。
有著和小夢相像的某種不為人知的能力。
創設了自己的專屬服裝品牌My Little Heart。
如月翼（Kisaragi Tsubasa）
配音員：日：諸星堇（聲）、松岡七瀬（歌）／台：連思宇（本篇）、王貞令（on Parade）
7月25日出生，獅子座，血型A型。
街機4彈登場玩家。
常用品牌：Spice Chord。
第1部時就讀中學三年級，代表鳥之劇組的第25屆『S4』成員，也是可靠的學生會長。
活躍在電視劇裡的現役人氣演員。雖然有很嚴格的一面，但也有很有趣的一面。
第2期後到洛杉磯留學，並讓蘿拉繼承了專屬服裝品牌Spice Chord，之後回國。
二階堂柚子（Nikaido Yuzu）
配音員：日：田所梓（聲）、星咲花那（歌）／台：連婉鈞
6月23日出生，巨蟹座，血型B型。
街機4彈登場玩家。
常用品牌：Shiny Smile。
第1部時就讀中學二年級，代表風之舞組的第25屆『S4』成員，是跳舞的天才。
擁有非常突出的節奏感。是莉莉青梅竹馬的好友。
連任兩屆風之舞組的S4且擔任新學生會長。
香澄夜空（Kasumi Yozora）
配音員：日：大橋彩香（聲）、天音美穗（歌）／台：連婉鈞
5月13日出生，金牛座，血型O型。
街機4彈登場玩家。
常用品牌：Romance Kiss。
第1部時就讀中學三年級，代表月之美組的第25屆『S4』成員，是個充滿魅力的模特。
風格突出、時尚美麗的大姐姐。
在雜誌和Fashion Show中大活躍（雜誌名為：夜空的煩惱諮詢室）。
香澄朝陽與香澄真晝的姊姊，小時候與真晝、朝陽玩時，取名為Dinner（日本晚上的漢字寫法是夜）。
第2期後在中學部畢業後到法國留學，之後回國。

### 維納斯方舟（Venus Ark）（主要玩家角色）
艾爾莎·福特（Elza Forte）
配音員：日：日笠陽子（聲）、相澤梨紗（歌）／台：劉如蘋
8月1日出生，獅子座，血型AB型。
街機星之翼1彈登場NPC、2彈登場玩家。
常用品牌：Perfect Queen。
第2部時就讀中學三年級，維納斯方舟的擁有人，也是世界知名的完美偶像，被稱為「完美的艾爾莎」。
乘坐於維納斯方舟在世界各地招募有才能的偶像加入自己的學校，現時為了挖角四星學園的偶像而來到日本。
為了獲得誕生出的太陽禮服，因此正在尋找其他8個有能力得到星之翼的偶像。
本身是某個遙遠國度的王位繼承人。
花園綺羅羅（Hanazono Kirara）
配音員：日：江口菜子（聲）、天音美穗（歌）／台：連思宇（本篇）、王貞令（on Parade）
3月30日出生，牡羊座，血型O型。
街機星之翼1彈登場玩家。
常用品牌：FuwaFuwa Dream。
第2部時就讀中學二年級，天然系自由奔放的輕飄飄型偶像。
意外的行動總為大家帶來驚喜。
在紐西蘭長大，受到當畫家的母親影響，也有著不錯的藝術天分。
騎咲禮（Kizaki Rei）
配音員：日：藤原夏海（聲）、藤城梨枝（歌）／台：連婉鈞
5月1日出生，金牛座，血型A型。
街機星之翼1彈作為NPC登場、4彈登場玩家。
常用品牌：Royal Sword。
第2部時就讀中學三年級，冷靜沉著，宛如執事般精明能幹的偶像。
負責打理維納斯方舟的營運，對艾爾莎表示絕對忠誠。
時常使用自己擅長的劍道與擅長空手道的真晝進行對決。
以前曾經是活躍在模特界的偶像「Shooting Star」。
七倉小春（Nanakura Koharu）
第2部轉學至維納斯方舟就讀，後來在維納斯方舟畢業復學回到四星學園。詳見#四星學園（主要玩家角色）。
雙葉亞里亞（Futaba Aria）
配音員：日：前田佳織里（聲）、遠藤瑠香（歌）／台：連婉鈞
12月24日出生，魔羯座，血型O型。
街機星之翼4彈登場玩家。
常用品牌：My Little Heart。
第2部時就讀中學一年級，在大自然環境中成長的天才少女，被白鳥姬相中認可的新人偶像。
性格比綺羅羅更自由奔放，被事情受感動時的口頭禪是「○○…非常○○！」。
在芬蘭長大，小時候學鋼琴時與白鳥姬相識。
被白鳥姬邀請到日本的同時繼承了白鳥姬的專屬服裝品牌My Little Heart。

## 四星學園

### 幹部生
蘆田有莉（Ashida Yuuri）
詳見#維納斯方舟（Venus Ark）。
風間薰（Kaze Kaoru）
配音員：日：和久井優／台：劉如蘋
白銀莉莉（Shirogane Lily）
詳見#主要玩家角色。
櫻庭蘿拉（Sakuraba Rola）
詳見#主要玩家角色。
花畑娜娜（Hanahata Nana）
配音員：日：齋藤小浪／台：連婉鈞
飴宮愛理（Amemiya Airi）
配音員：日：古賀葵／台：劉如蘋
桂美琪（Katsura Miki）
配音員：日：優木加奈／台：劉如蘋
第1部時就讀中學三年級，學園執行會之一，屬風之舞組。經常為到處亂跑的柚子頭痛。
明石咲耶（Akashi Sana）
配音員：日：澤田美晴（聲）／台：石采薇
第1部時就讀中學二年級，屬風之舞組的幹部之一。
與美紀負責捕捉常常到處亂跑的柚子，在必要時會以追擊炮射出捕網。
坂本亞理紗（Sakamoto Arisa）
配音員：日：中惠光城（聲）／台：連婉鈞
第1部時就讀中學二年級，學園執行會之一，屬鳥之劇組。
七倉小春（Nanakura Koharu）
於復學後被月之美組S4的真晝任命為本組的幹部生。詳見#主要玩家角色。

### 前S4
在教職員中，有些曾經是早期的S4成員，詳見#教職員。
雪乃瑩（Yukino Hotaru）
配音員：日：尤加奈／台：連婉鈞
早期的S4成員存在，建構S4與花之歌組的基礎，聽說她的歌聲被稱為「夢幻流星」。
其本名為諸星瑩，是四星學園的學園長諸星輝的姐姐。
和白鳥姬、虹野夢一樣曾有某種神奇力量覺醒，但過度依賴導致失去歌聲。這或許是她引退的原因。現在仍在花園洋房過著平靜的生活。
TAMAE（TAMAE）
容貌與美羽玉五郎相似，目前關係不明。

### 次期S4（第27代）
關於虹野夢、香澄真晝、早乙女亞子，詳見#主要玩家角色。
晴香露卡（Haruka Luca）
配音員：日：仲谷明香（聲）／台：石采薇（本篇）、徐瑀甄（on Parade）
8月8日出生，獅子座。
第1部時就讀中學一年級，屬風之舞組，班內的第一名，十分活潑、樂觀。
曾在舞蹈比賽上代替柚子去洛杉磯留學。有時會在學園舉辦特殊活動的時候回來慶祝。

### M4
四星學園的男生偶像團體。和S4不同，M4的組合到高中部仍能繼續，直到87話各自往不同的方向發展。
結城昴（Yuki Subaru）
配音員：日：八代拓／台：蔣鐵城（第1部）→陳彥鈞（第2部）
1月13日出生，魔羯座，血型A型。
第1部時就讀中學三年級，喜歡戲弄虹野夢，還取綽號叫「煮熟章魚」（由於小夢生氣的樣子很像章魚又圓又紅），也經常給他意想不到的鼓勵，喜歡小夢。
對於她不知道M4而有小小的生氣，所以常故意鬧她，想讓她知道M4比S4更厲害。
五十嵐望（Igarashi Nozomu）
配音員：日：上村祐翔／台：蔣鐵城（第1部）→陳彥鈞（第2部）
2月18日出生，水瓶座，血型O型。
第1部時就讀中學三年級，正統派王子殿下型，意外地熱血率直，似乎喜歡亞里亞。
吉良彼方（Kira Kanata）
配音員：日：亞瑟·朗斯貝里／台：歐祖豪
3月16日出生，雙魚座，血型AB型。
第1部時就讀中學三年級，勁酷的男孩，和亞子性格不合，但有時會給亞子的激勵，喜歡亞子。
香澄朝陽（Kasumi Asahi）
配音員：日：堀江瞬／台：歐祖豪
12月2日出生，射手座，血型O型。
第1部時就讀中學二年級，可愛型，夜空的弟弟、真晝的哥哥，小時候與夜空、真晝玩時，取名為Morning（日本早上的漢字寫法是朝），喜歡小春。

### 教職員
諸星輝（Moroboshi Hikaru）
配音員：日：平川大輔／台：蔣鐵城（第1部）→歐祖豪（第2部、on Parade）
四星學園的學園長。
響安娜（Hibiki Anna）
配音員：日：神田朱未／台：連婉鈞
四星學園的老師，花之歌組的班主任。
曾經是早期的S4成員之一，在校時被視為搖滾新星。
八千草桃子（Yachigusa Momoko）
配音員：日：岡田榮美／台：石采薇（本篇）、 （on Parade）
四星學園的老師，鳥之劇組的班主任。
曾經是早期的S4成員之一，為首個在荷里活演出的畢業生。
戴夫·佐東（Dave Sato）
配音員：日：松本健太／台：蔣鐵城（第1部）→歐祖豪（第2部、on Parade）
四星學園的老師，風之舞組的班主任。
美羽玉五郎（Miwa Tamagoro）
配音員：日：興津和幸／台：蔣鐵城（第1部）→歐祖豪（第2部、on Parade）
四星學園的老師，月之美組的班主任。

## 維納斯方舟（Venus Ark）
愛麗絲·卡蘿（Alice Carol）
配音員：日：田中貴子（聲）／台：石采薇（本篇）、王貞令（on Parade）
第2部時就讀中學一年級，後來就讀花之歌組，來自法國。
曾經是維納斯方舟的學生，後來表示已轉至四星學園。
蘆田有莉（Ashida Yuri）
配音員：日：古賀葵／台：連思宇（本篇）、徐瑀甄（on Parade）
街機3彈登場NPC、星之翼4彈登場玩家。
第1部時就讀中學二年級，學園會成員之一，屬花之歌組，會進行「有莉的Dress Make講座」。
莉斯特·尤里（Liszt Juli）
配音員：日：古賀葵／台：連思宇（本篇）、 （on Parade）
第2部時就讀中學三年級，來自匈牙利。除了髮色以外樣貌跟有莉相似。
老爺
配音員：日：滝知史／台：陳彥鈞（本篇）、歐祖豪（on Parade）
維納斯方舟的執事兼船長。

## 其他學校的學生
鳴瀨步美（Ayumi Naruse）
配音員：日：木野日菜／台：連婉鈞
青山菜穗（Naho Aoyama）
配音員：日：桑原由氣／台：劉如蘋
以上2人皆在第9話登場，閃亮學園的學生。
壽美子（Sumiko）
配音員：日：織江珠生／台：劉如蘋
元子（Motoko）
配音員：日：長谷川育美／台：連婉鈞
映子（Eiko）
配音員：日：南早紀／台：石采薇
以上3人皆在第34話登場。從上到下的順序假名為蘇珊、莫妮卡、艾咪。曾到四星學園找香澄真晝踢館，後來成為真晝的粉絲。
森煌梨（Mori Kirari）
配音員：日：北原沙彌香／台：石采薇
第39話登場。陽光學園的學生。

## 藝能工作者
山口FD（Yamaguchi FD）
配音員：日：梯篤司／台：蔣鐵城（第1部）→陳彥鈞（第2部）
第4話登場。
蜜司羅曼斯（Miss Romance）
配音員：日：桑原由氣／台：連思宇
第5話登場。Romance Kiss的吉祥物。
岡本二郎（Okamoto Jiro）
配音員：日：小形滿／台：蔣鐵城（本篇）→歐祖豪（on Parade）
第6話登場。偶像活動電視戲劇的監督。
寶積甘太（Houzumi Kanta）
配音員：日：星野充昭／台：蔣鐵城
第7話登場。「珠寶冰淇淋」的社長。
川田（Kawada）
配音員：日：森奈奈子／台：劉如蘋
第7話登場。寶積甘太的秘書。
森田、山田（Morita、Yamada）
配音員：日：長南翔太、大隈健太／台：蔣鐵城、
第7話登場。寶積甘太的下屬。
幸本薫（Kimoto Kaoru）
配音員：日：下田玲／台：劉如蘋
第9話登場。幸花堂（和菓子屋）的女社長。
卷杉牧子（Makisugi Makiko）
配音員：日：寺內依枝／台：連婉鈞
第11話登場。
西太陽（Nishi Taiyou）
配音員：日：東地宏樹／台：蔣鐵城
第20話登場。
ジャン監督（Jean）
配音員：日：白熊寛嗣／台：蔣鐵城
第20話登場。
指田（Sashida）
配音員：日：宮田幸季／台：蔣鐵城
第21話登場。
內田永吉（Uchida Eikichi）
配音員：日：中博史／台：蔣鐵城
第33話登場。
皮羅申科（Piroshenko）
配音員：日：伊藤健太郎／台：歐祖豪
第39話登場。俄羅斯的大企業家。
須藤（Sudo）
配音員：日：高橋信也／台：蔣鐵城
第45話登場。
風上 結子（Kazakami Yuiko）
配音員：日：玉川砂記子／台：連思宇
第53話登場。「Berry Parfait」的業主。
フフフ君（Fufufu-san）
配音員：日：井上雄貴／台：
第53話登場。
井伊（Ii）
配音員：日：長南翔太／台：歐祖豪
第57話登場。
あやみ（Ayami）
配音員：日：綾見有紀／台：
第85話登場。
黑星（Black Star）
配音員：日：間島淳司／台：陳彥鈞
第87話登場。
辻（Tsuji）
配音員：日：高橋伸也／台：歐祖豪
第92話登場。
マーライオンキャリー（Merlion Carry）
配音員：日：森永千才／台：劉如蘋
第100話登場。

## 家人
虹野大（Masaru Nijno）
配音員：日：小松史法／台：蔣鐵城（第1部）→歐祖豪（第2部）
虹野景子（Kyoko Nijno）
配音員：日：久川綾／台：連婉鈞
七倉千秋（Nanakura Chiaki）
配音員：日：川島得愛／台：蔣鐵城
七倉夏菜（Nanakura Kana）
配音員：日：鍋井真紀子／台：連思宇
櫻庭七海（Sakuraba Nanami）
配音員：日：小林さやか／台：劉如蘋
香澄父
配音員：日：佐佐木啓夫／台：歐祖豪
香澄母
配音員：日：西村千奈美／台：石采薇
由紀惠·葛雷斯·福特（Yukie Grace Forte）
配音員：日：三石琴乃／台：石采薇

## 其他
妮可、可可（Nico、Coco）
配音員：日：和久井優、桑原由氣／台：
第10話登場。
玲奈（Reina）
配音員：日：白城奈央／台：劉如蘋
第24話登場。
トメさん、ツルさん、カメさん、ウメさん（Tome、Tsuru、Kame、Ume）
配音員：日：園部啓一、篠原惠美、喜田亞由美、福島桂子／台：蔣鐵城、劉如蘋、連婉鈞
第33話登場。
遙、颯太（Honoka、Sota）
配音員：日：松田颯水、松田利冴／台：劉如蘋、石采薇
第45話登場。
夜空的粉絲
配音員：日：飯田友子、澤田美晴、和久井優／台：連思宇、石采薇
第47話登場。
賀（Kazu）
配音員：日：丸山有香／台：連婉鈞
第59話登場。鈴的哥哥。
鈴（Suzu）
配音員：日：小澤亞李／台：連婉鈞
第59話登場。賀的妹妹。因病而正在入院的少女。為小夢和小春的粉絲。
沙綾（Saaya）
配音員：日：大野柚布子／台：連婉鈞
第65話登場。
梅（Sumomo）
配音員：日：高野麻美／台：連思宇
第65話登場。
夏奈（Naina）
配音員：日：石見舞菜香／台：石采薇
第65話登場。
史黛拉（Stella）
配音員：日：武田羅梨沙多胡／台：劉如蘋
第65話登場。
哲也（Tetsuya）
配音員：日：西川舞／台：
第74話登場。
前川 綾乃（Maekawa Ayano）
配音員：日：佳村遙／台：石采薇
第86話登場。馬拉松的代表選手。

## 外部連結
- 電視動畫《偶像活動Stars！》官網人物介紹 （页面存档备份，存于） （日語）
- 電視動畫《偶像活動Stars！》東京電視台官網人物介紹 （页面存档备份，存于） （日語）